# Richardson (Texas)
Richardson és una ciutat del Comtat de Dallas a l'estat de Texas (Estats Units).

## Demografia
Segons el cens del 2007 tenia 101.400 habitants.
Segons el cens del 2000, Richardson tenia 91.802 habitants, 35.191 habitatges, i 24.774 famílies. La densitat de població era de 1.241,1 habitants per km².
Dels 35.191 habitatges en un 33,7% hi vivien nens de menys de 18 anys, en un 58,1% hi vivien parelles casades, en un 8,9% dones solteres, i en un 29,6% no eren unitats familiars. En el 22,9% dels habitatges hi vivien persones soles el 5,5% de les quals corresponia a persones de 65 anys o més que vivien soles. El nombre mitjà de persones vivint en cada habitatge era de 2,59 i el nombre mitjà de persones que vivien en cada família era de 3,07.
Per edats la població es repartia de la següent manera: un 24,8% tenia menys de 18 anys, un 8,7% entre 18 i 24, un 32,7% entre 25 i 44, un 23,9% de 45 a 60 i un 10% 65 anys o més.
L'edat mediana era de 36 anys. Per cada 100 dones de 18 o més anys hi havia 95,2 homes.
La renda mediana per habitatge era de 62.392$ i la renda mediana per família de 72.876$. Els homes tenien una renda mediana de 52.381$ mentre que les dones 35.255$. La renda per capita de la població era de 29.551$. Aproximadament el 3,3% de les famílies i el 6,3% de la població estaven per davall del llindar de pobresa.

## Poblacions properes
El següent diagrama mostra les poblacions més properes.